# 南方燕藍灰蝶

南方燕藍灰蝶（學名：Cupido lacturnus），又名幻灰蝶、臺灣燕小灰蝶、長尾藍灰蝶、臺灣燕蝶、帝汶燕灰蝶、南方藍灰蝶、台灣燕小灰蝶、台灣燕蝶。

## 描述
本種為中小型灰蝶，具雌雄二型性。
雄蝶特徵：頭褐色、頂中央具白斑，複眼光滑，觸角黑褐有白環，下唇鬚白色末端褐，第三節尖細。胸腹背面黑褐帶藍，腹面白；足白具褐紋，前足跗節癒合。前翅三角形、後翅圓形，CuA2脈末端具短尾突。翅背紫色，外緣有黑褐邊，後翅外緣與亞外緣有模糊白線與短弧紋。翅腹灰白或白色，中央具褐色斑列，前翅外側排成曲線，後翅呈蜿蜒狀，最前方斑點為黑色。中室端有短線紋，後翅基部及中室內有暗褐小斑點。亞外緣有雙列暗紋，後翅M3與CuA1室末端有橙紋與具金屬光澤的黑點。緣毛白色。
雌蝶特徵：形態近似雄蝶，但前足跗節不癒合，翅背藍紋較弱，集中於翅內側。
共通特徵：體背暗褐，腹面白。前翅長11-13 mm，呈弧形，後翅圓，CuA2脈具小尾突；翅腹多灰白色，斑列明顯，中室與基部多具深色斑，小橙紋多不明顯。緣毛為白褐相間。

## 分佈
廣泛見於東洋區、澳洲區及日本南部，在臺灣分布於本島低至中海拔地區。

## 棲地
棲息於常綠闊葉林、海岸林及山坡地等有寄主植物生長的環境，全年多世代。成蝶飛行緩慢，喜訪花，幼蟲以景天科倒吊蓮、銳葉掌上珠、落地生根等植物的多肉組織為食，另亦取食豆科假地豆、大葉山螞蝗及鐘萼豆的豆莢。
過去在臺灣普遍分布於平地至低海拔地區，尤以農耕地與果園附近常見，秋季數量較多，但近數十年族群大幅減少，現僅於南部數縣市偶有紀錄。